# سنگیلی
شهر سنگیلی (به روسی: Сенгилей) در کشور روسیه و در اوبلاست اولیانوفسک واقع شده‌است.